# Falco Bianco
Falco Bianco è stata una serie a fumetti pubblicata in Italia negli anni sessanta dalla casa editrice Dardo; venne ideata e disegnata da Onofrio Bramante. Gli albi vennero pubblicati nel caratteristico formato a strisce tipico del periodo. Vennero ristampati in volumi antologici negli anni 2010 dalle Edizioni If..
È ambientata in Canada, durante la guerra dei sette anni: il protagonista è un francese, in Canada dopo un naufragio, che lotta contro gli inglesi insieme ad un gruppo di trapper.